# アメリカン・グラフィティ2
『アメリカン・グラフィティ2』（More American Graffiti）は、1979年製作のアメリカ映画。B・W・L・ノートン監督。

## 概要
ジョージ・ルーカス監督の大ヒット作『アメリカン・グラフィティ』の後日談。1962年の晩夏を舞台にした前作に対し、1964年、1965年、1966年、1967年の大晦日の出来事を中心に描いた構成となっている。ジョージ・ルーカスは製作総指揮に回り、監督はB・W・L・ノートンが務めた。
前作のラストにテロップ表示された、登場人物たちのその後の運命を映像によって描いた物語となっているが、主人公だったカート・ヘンダーソンは登場せず、そのテロップの中で悲惨な運命を予告されていたジョン・ミルナー（ポール・ル・マット）（1964年）とテリー・フィールズ（チャールズ・マーティン・スミス）（1965年）の2名、テリーの元彼女デビー（キャンディ・クラーク）（1966年）、そして前作で結ばれたスティーブ（ロン・ハワード）とローリー（シンディ・ウィリアムズ）の夫婦（1967年）を、各年の主人公として描いていく。
作風としては前作の「幸せな一時」の感覚から一転し、ベトナムの戦場や学園紛争など、混迷のただ中に陥った当時のアメリカを舞台にした『いちご白書』タッチの展開となっている。また本作は、4年間の出来事を時系列を無視した編集によって繋ぎ、さらにスクリーンサイズを時代によって切り替えたり、マルチアングル風に1画面に幾つものショットを同時に写し出したりと、実験的な要素が強く出ている。

## ストーリー
この映画は、1964年から1967年までの4年連続の大晦日を舞台に、各年のシーンが、あたかも同時に起こったかのように相互に絡み合いながら描かれている。各セクションで異なる映画スタイルが使用されていることで、観客は混乱せずに済むようになっている。例えば、1966年の部分はウッドストックの映画のように、分割スクリーンを採用し、同じ出来事を複数のアングルから捉えたものを同時に画面上に表示している。1965年のセクション（ベトナムが舞台）は、従軍記者が撮影した映像に似せるために粒子の粗いスーパー16mmフィルムで手持ちカメラで撮影されている。この映画は、サンフランシスコのヘイト＝アシュベリー地区、大学における平和運動、現代の女性解放運動の始まりとそれに伴う社会的反乱に触れながら、当時の感覚とスタイルを再現する映像で1960年代を活写しようとしている。 登場人物の1人が徴兵カードを燃やし、この映画の公開の10年前に多くのアメリカ人がテレビニュースの中で行ったことを若い視聴者たちに見せている。他の登場人物たちが警察官に車で止められる前に必死でマリファナを処分する様子が映されており、また別のシーンでは、ベトナム戦争反対デモに対する警察の過剰反応が映されている。 
主な登場人物の物語と運命は次のとおり。
●1964 年の大晦日：
ドラッグカーレーサーのジョン・ミルナーは、英語が話せないアイスランド出身の魅力的な若い女性、エヴァに恋をする。ジョンは、彼女とコミュニケーションをとるために最善を尽くす。彼はスティーブ、ローリー、テリー、デビーによるレース場への訪問を受ける。ローリーは妊娠しており、テリーは軍服を着ていてその日の夜にベトナムに向けて出発することになっている。ジョンはまた、第1作で彼が一緒にドライブさせられることになった少女、キャロル「レインボー」モリソンと短時間再会する。
エピローグ：1964年の大晦日、ジョンはシーズン最後のレースで優勝する。その夜遅く、別の車のヘッドライトが、反対方向から近づいて来る中、長い丘陵地帯をジョンのトレードマークである黄色のデュース・クーペで走っているところが映される。小さな丘の陰に見えなくなった後、ジョンの後部ライトも、近づいて来るヘッドライトも再び見えることは無かった。簡単な字幕により、ジョンは飲酒運転者のせいで死亡したことが示される。彼の命日は、1965年と1966年のセクションでも言及される。
●1965 年の大晦日：
テリー「トード（蟇蛙）」 フィールズはベトナムにいて、戦争と上官による不当な扱いから必死に逃れたいと考えており、目的達成のために自傷しようとしている。同じくベトナムにいるジョー・ヤング（第一作のギャング「ファラオ団」のリーダー）が、無事に帰国したらテリーをファラオ団にいれてやると約束したにも拘わらず、敵の狙撃兵に射殺された後、テリーの絶望は更に嵩じることとなる。
エピローグ：テリーは爆発事故を偽装し自らの死をでっち上げ、脱走してヨーロッパへ向かう。彼の上官は彼が1965年に死亡したと信じており、1966年のデビーも1967年のスティーブとローリーもテリーが死亡したと信じている。 
●1966 年の大晦日：
自由奔放なデビー「デブ」ダナムは、「オールドハーパー」ウイスキーからマリファナに切り替え、プラチナブロンドのキャラを捨て、ヒッピー/グルーピーのキャラとなっている。彼女はテリーが恋しいと言い、彼がベトナムで「死ぬ」前に結婚する予定だったと語る。彼女は現在、ヒッピー・ロックンローラーのランス・ハリスと付き合っており、結婚を望んでいるが、彼にはその気は無い。1966年セクションの冒頭で、彼らがサンフランシスコの街を車で走っていると、第一作ではドラッグレーサーであったボブ・ファルファに車を止められる。彼はサンフランシスコ市警のオートバイパトロール隊員になり、マリファナ所持でランスを逮捕した。彼女は保釈金を積んでランスを解放するが、彼は依然として結婚には興味がなく、彼女に対して距離を置いている。その後、彼女はギタリストのニュート率いるバンド「エレクトリック・ヘイズ」のミュージシャンたちに加わり、途中でゴミ箱を轢きながらの長く奇妙なドライブをする。そして彼らはカントリー＆ウエスタンのバーで演奏することになる。 
エピローグ：バーで踊っていたデビーは、ランスが別の女性といちゃつきながら踊っているのを見て、ランスの顔を殴って縁を切ると告げ、それをきっかけにバーでの乱闘が勃発する。彼女はエレクトリック・ヘイズに加わり、皆で夕日を見に行く。彼女は最終的には、カントリー＆ウエスタンバンドのリードボーカルとしてフルタイムの仕事を得ることになる。
●1967年の大晦日：
スティーブ・ボランダーとローリー・ヘンダーソンは結婚しており、双子の男の子を抱え(ローリーの予期せぬ妊娠を契機に結婚したことが暗示されている)、郊外に住んでいる。 自分のキャリアをスタートさせたいという彼女の主張により、2人の関係はギクシャクしている。スティーブは彼女に息子たちの母親にだけなってほしいと言い反対している。我慢の限界を遥かに超えたローリーは、家を出て、ガールフレンドのヴィッキー（シンディ・ウィリアムズの実妹、キャロル・アン・ウィリアムズが演じる）と共に反戦運動に参加している弟アンディの家に転がり込む。但し、アンディはローリーの問題には同情している訳ではない。アンディが抗議活動に行く際、財布を忘れて、家にいるローリーに電話をかけ、それを持って来てくれるように頼んだ。しかし、アンディが抗議活動で自分の徴兵カードを燃やすつもりだと知った彼女は、彼に財布を渡すことを拒否した。大学キャンパスが警察に包囲されたとき、彼らは逃げようとする。ローリーはアンディの反戦抗議の姿勢を批判し、戦争が終わっていたらテリーは無駄に「死んだ」ことになると言う。彼らが警察から逃げている最中にスティーブもやって来る。彼らは抱き合い、スティーブはローリーが働くことに同意するが、数年後からという条件をスティーブが付けたため、再び大口論となる。逃げ惑うデモ参加者が増えて混乱に飲み込まれ、彼らは警察に逮捕されてしまう。 
エピローグ：夜になり、ローリー、ヴィッキーをはじめとする女性の被拘留者全員が警察の護送車に拘束されている中、スティーブは窓格子越しにローリーに話しかけ、彼女が望むなら働かせることに同意し、2人は和解する。彼らがデモ参加者ではないことを警察に説得しようとしたとき、警官が警棒でバスの窓ガラスを叩き、ローリーの指が危うく傷つくところだった。スティーブが何とかしようとした時、警官がスティーブの胸を殴り、デモ参加者による暴動を誘発した。スティーブとアンディは護送車を乗っ取り、キャンパス外に逃げた。スティーブ、ローリー、アンディ、ヴィッキーは、家電店のショウウィンドウにあるテレビでタイムズスクエアでの新年カウントダウンを見ている。スティーブは保険代理店の経営を続け、ローリーは消費者グループの責任者になる。
最後のシーンでは、スティーブ、ローリー、アンディ、ヴィッキーが電器店の前でテレビを見ている様子、デビー、ニュート、エレクトリック・ヘイズがバンドのバンに乗っている様子、自分の死を偽装して今や脱走兵となったテリーが民間人の服装をして1人で歩いている様子が映る。全員が「蛍の光」を歌っている。ジョンは夜の丘陵地帯をデュースクーペに乗って、ラジオから流れる曲を聴きながら、致命的な衝突事故に向かって車を走らせていた。ウルフマンのジャックは自身の役を短く再演するが、声だけが聞こえる。

## こぼれ話
- 前作でミルナーに挑戦したボブ・ファルファを演じたハリソン・フォードは、今回白バイ警官になったファルファ役で出演している。
- ロザンナ・アークエットが本作で映画デビュー。端役で出演している。

## スタッフ／キャスト

### スタッフ
- 製作総指揮：ジョージ・ルーカス
- 製作：ハワード・カザンジャン
- 脚本・監督：B・W・L・ノートン
- 撮影監督：ダレヴ・デシャネル
- 美術：レイ・ストーリー

### キャスト
※括弧内は日本語吹き替え
- デビー - キャンディ・クラーク（松下こみな）
- ミルナー - ポール・ル・マット（石井真）
- テリー - チャールズ・マーティン・スミス（新垣樽助）
- スティーブ - ロン・ハワード（栗山浩一）
- ジョー - ボー・ホプキンス（田中一永）
- キャロル - マッケンジー・フィリップス（大鐘則子）
- ローリー - シンディ・ウィリアムズ（斉藤梨絵）
- エヴァ - アンナ・ビヨン